# Unie van Oranjesteden

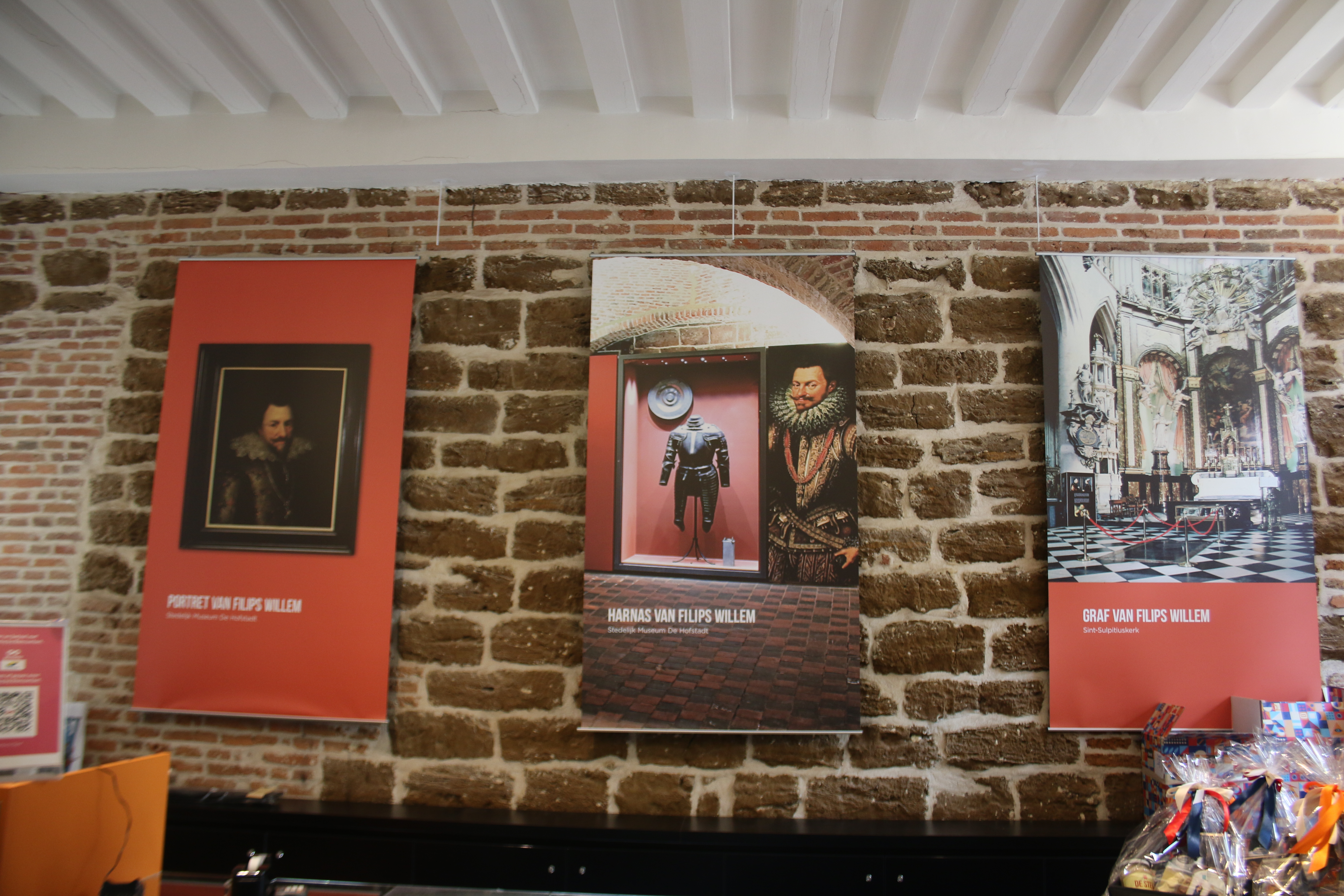
Filips Willem van Oranje wordt herdacht in Diest

De Unie van Oranjesteden is een op 31 augustus 1963 afgesloten vriendschapsverdrag tussen verschillende steden die een nauwe band hebben met het Nederlands koningshuis, de familie van Oranje-Nassau.
De steden die in 1963 het vriendschapsverdrag sloten waren:
- Buren[2]
- Breda[3]
- Diest[4]
- Dillenburg
- Orange

Dit zijn allemaal steden die een feodale band hebben gehad met de Nederlandse monarchie en voorkomen in de titels die de koning der Nederlanden voert.
Steden of plaatsen die niet opgenomen zijn in het verdrag maar een soortgelijke band hebben, worden ook Oranjestad genoemd. Bijvoorbeeld Katzenelnbogen, Veere, Vianden, Willemstad of Sint-Maartensdijk.